# راه حل آسان برای مکعب روبیک
راه حل ساده برای مکعب روبیک (به انگلیسی: The Simple Solution to Rubik's Cube) نوشتهٔ جیمز جی. نورس نام کتابی است که در سال ۱۹۸۱ منتشر شد. این کتاب روش حل مکعب روبیک را توضیح می‌دهد. این کتاب با فروش ۶۶۸۰۰۰۰ نسخه در آن سال، پرفروش ترین کتاب سال ۱۹۸۱ شد.  این عنوان سریع‌ترین فروش در تاریخ ۳۶ ساله انتشارات کتاب‌های بَنتِم (Bantam Books) بود.